# Mareil-sur-Mauldre
Mareil-sur-Mauldre ist eine französische Gemeinde mit 1.743 Einwohnern (Stand: 1. Januar 2022) im Département Yvelines in der Region Île-de-France. Sie gehört zum Arrondissement Saint-Germain-en-Laye und zum Kanton Aubergenville. Die Einwohner werden Mareillois genannt.

## Geographie
Mareil-sur-Mauldre befindet sich etwa 34 Kilometer westnordwestlich von Paris an der Mauldre. Umgeben wird Mareil-sur-Mauldre von den Nachbargemeinden Herbeville im Norden und Nordosten, Crespières im Osten und Südosten, Beynes im Süden, Montainville im Westen und Südwesten sowie Maule im Westen und Nordwesten.
Durch die Gemeinde führen die früheren Routes nationales 191 (heutige D191) und 307 (heutige D307).

## Bevölkerungsentwicklung
| Jahr                      | 1962 | 1968 | 1975 | 1982 | 1990 | 1999 | 2006 | 2012 |
| Einwohner                 | 295  | 325  | 425  | 1648 | 1804 | 1760 | 1743 | 1738 |
| Quelle: Cassini und INSEE |      |      |      |      |      |      |      |      |

## Sehenswürdigkeiten
Siehe auch: Liste der Monuments historiques in Mareil-sur-Mauldre
- Kirche Saint-Martin, teilweise aus dem 12. Jahrhundert, gotischer Glockenturm aus dem 13. Jahrhundert
- Brücke über den Mauldre aus dem Jahre 1778
- Reste des Schlosses Mareil aus dem 17. Jahrhundert

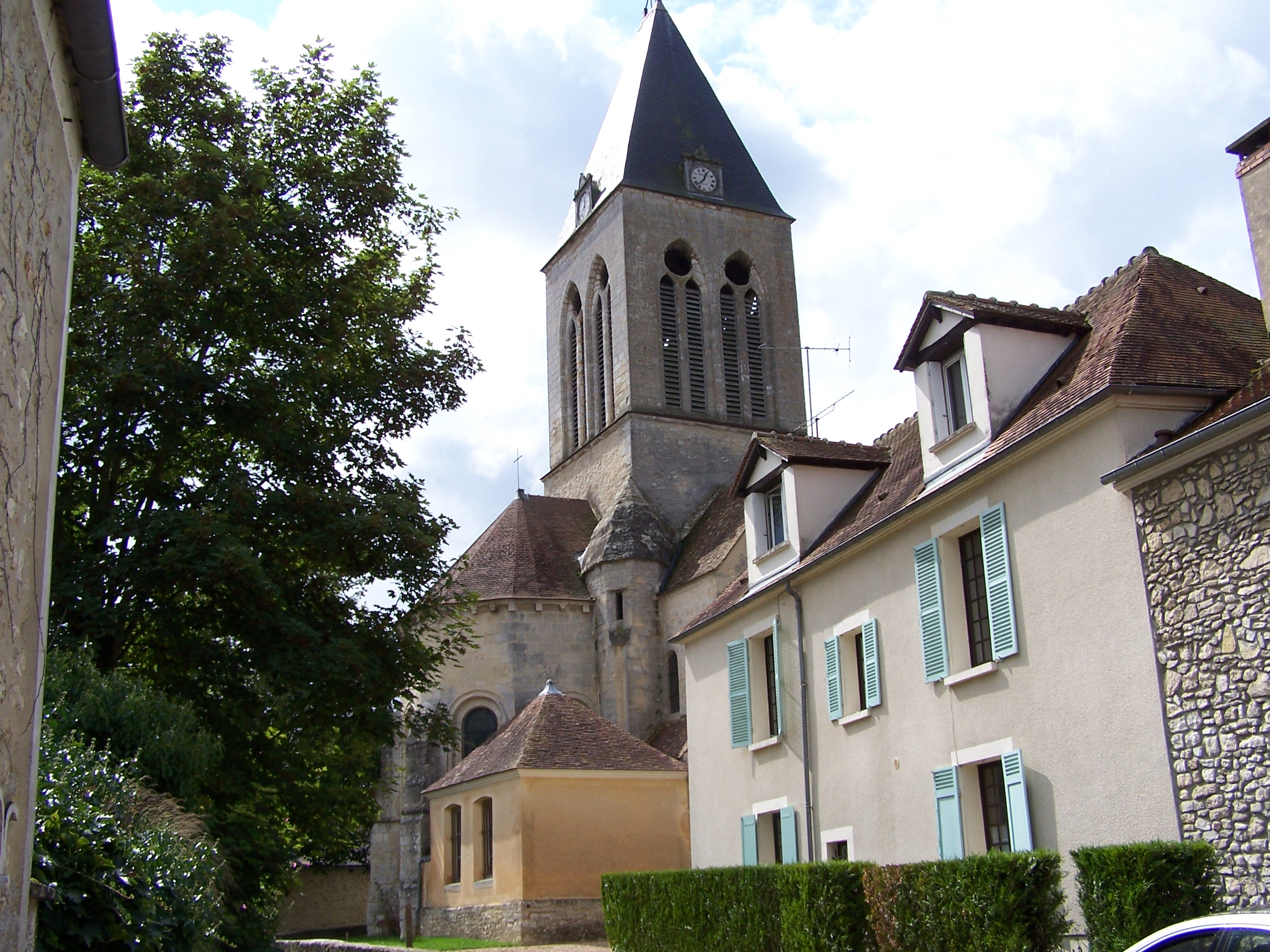
Kirche Saint-Martin

- Lavoir (Waschhaus)